# Stenellipsis geophila
Stenellipsis geophila es una especie de escarabajo longicornio del género Stenellipsis, tribu Acanthocinini, subfamilia Lamiinae. Fue descrita científicamente por Montrouzier en 1861.
La especie se mantiene activa durante el mes de noviembre.

## Descripción
Mide 3-5 milímetros de longitud.

## Distribución
Se distribuye por Nueva Caledonia.